# Сосницы (Шимский район)
Сосницы — деревня в Шимском районе Новгородской области в составе Подгощского сельского поселения.

## География
Находится в западной части Новгородской области на расстоянии приблизительно 6 км на запад-юго-запад по прямой от районного центра поселка Шимск на правом берегу Шелони.

## История
На карте 1840 уже была отмечена. На карте 1847 года уже была обозначена как поселение с 41 двором. В 1909 году здесь было учтено 65 дворов.

## Население
Численность населения: 290 человек (1909), 70 (русские 97 %) в 2002 году, 52 в 2010.